# سان ماوريتسيو كانافيزي
سان ماوريتسيو كانافيزي هي كومونا (بلدية) تقع في مدينة تورينو الحضرية التابعة لمنطقة بيدمونت الإيطالية، وتقع على بعد نحو 15 كيلومتر (9 ميل) شمال غرب مدينة تورينو.

## تاريخ
أثناء العصور التي سبقت الامبراطورية الرومانية كانت عشائرالسيلت ليغوريان تقطن هذه المنطقة، ومع بداية القرن ال13 خلال القرون الوسطى كانت هذه المنطقة تابعة لأراضي ماركيز مونت فيراتو (القديس بونيفاس الأول). وضمّت هذه البلدية (بالإضافة إلى بلدية فينيستريلي) أثناء توحيد إيطاليا موقعًا لسجن احتوى المتمردين والمعارضين القادمين من مملكة الصقليتين السابقة، وفي أواخر الحرب العالمية الثانية، ساهم كارلو أنجيلا والد المذيع التلفزيوني بييرو أنجيلا، والذي أصبح بعدئذٍ مديرا في مصحة «فيلا تورينا أميون» للأمراض العقلية في سان موريزيو بتوفير المأوى للعديد من المعارضين والمناهضين للفاشية، واليهود الفارين من ألمانيا النازية وجنود جمهورية إيطاليا الإشتراكية.

## أبرز المعالم السياحية
- كنيسة الرعية لقديس سان ماوريتسيو
- كنيسة سان روكو

## روابط خارجية
- Official website باللغة الإيطالية